# Mick Ronson
Mick Ronson (Hull, 26 mei 1946 – Londen, 29 april 1993) was een Engelse gitarist en muziekproducent die bekendheid verwierf als gitarist van David Bowie en in diens Ziggy Stardust-periode lid was van zijn begeleidingsband The Spiders from Mars.
Artiesten van wie Ronson albums produceerde waren onder meer Lou Reed, Morrissey, Ellen Foley, Dalbello en Fatal Flowers.
Hij is als gitarist onder andere bekend van Lou Reeds Transformer (1972), Bowies Spiders from Mars-tournee (1973), Mott the Hoople (1973-1974) en later van zijn werk met Ian Hunter.
Na de ontbinding van The Spiders from Mars in 1973 zouden Ronson en David Bowie nog lange tijd met elkaar bevriend blijven. De muzikale samenwerking met Mick Ronson geldt als een van de meest productieve periodes in de lange carrière van Bowie, die resulteerde in enkele van zijn eerdere hits en vorm gaf aan diens iconische persona Ziggy Stardust in zijn glamrock-periode begin jaren '70. Midden jaren 70 maakte Ronson deel uit van de concertenreeks van The Rolling Thunder Revue van Bob Dylan (eind 1975/begin 1976). Hij was als enige Engelsman wel een beetje een vreemde eend in de bijt. Maar zijn gitaargeluid is vereeuwigd op de uitgave van The Bootleg Series in 2012, en recent in 2019 in de Netflix documentaire/concertfilm/"koortsdroom" The Rolling Thunder Revue, a Bob Dylan story en ook op de laatste The Bootleg Series met een uitgave van veertien cd's met daarop onder andere vijf complete concerten, met onder meer dus Mick Ronson. In 1983 was Ronson een surprise act bij het optreden in Toronto dat deel uitmaakte van Bowie’s Serious Moonlight tour. In april 1992 traden zij samen op tijdens het Freddie Mercury Tribute Concert for AIDS Awareness. Bowie en Ronson speelden er de hit uit 1972 “All the Young Dudes” met Mott the Hooples Ian Hunter, onder begeleiding van de leden van Queen en Def Leppards Joe Elliott en Phil Collen. Dit werd het laatste samenzijn van dit drietal: een jaar en enkele dagen na deze reünie zou Ronson overlijden.
Hij stierf aan de gevolgen van leverkanker op 29 april 1993.

## Discografie

### Solo
- Slaughter On 10th Avenue (1974 - UK Albums Chart, nr. 9)
- Play Don't Worry (1975 - UK Albums Chart, nr. 29)
- Heaven and Hull (1994)
- Just Like This (opgenomen in 1976, verschenen in 1999)
- Showtime (live in 1976 en 1989, verschenen in 1999)
- Indian Summer (opgenomen in 1981-2, verschenen in 2001)

### Met David Bowie
- The Man Who Sold the World (1970)
- Hunky Dory (1971)
- The Rise and Fall of Ziggy Stardust and the Spiders from Mars (1972)
- Aladdin Sane (1973)
- Pin Ups (1973)
- Ziggy Stardust - The Motion Picture (1983)
- Black Tie White Noise (1993)
- Bowie at the Beeb (2000)
- Live Santa Monica '72 (2008)

- Biblioteca Nacional de España: XX1097335
- Bibliothèque nationale de France: cb13967143m (data)
- Gemeinsame Normdatei: 128935766
- International Standard Name Identifier: 0000 0000 8372 2981
- Library of Congress Control Number: n92006434
- MusicBrainz: 5a150caa-fe13-4590-a50e-7778ee29b587
- Nationale Bibliotheek van Tsjechië: xx0197001
- Nederlandse Thesaurus van Auteursnamen: 070532907
- SNAC: w64535s9
- Système universitaire de documentation: 16916912X
- Virtual International Authority File: 35521676
- WorldCat: E39PBJfmqK9RTMPBM4dk8xCYT3